# Tomasz Barewicz
Tomasz Barewicz (ukrajinsky: Тома Баревич; 17. října 1836 Bazar v Haliči, dnes Ternopilská oblast – 4. července 1894 Sambir) byl rakouský pedagog a politik rusínské (ukrajinské) národnosti z Haliče, v 2. polovině 19. století poslanec Říšské rady.

## Biografie
V roce 1859 absolvoval teologická studia na řeckokatolickém ústředním semináři a na Vídeňské univerzitě. Působil pak jako pedagog. Po složení zkoušek z klasické filologie byl v září 1862 jmenován řádným profesorem na vyšším gymnáziu ve Slanislavově, kde se uvádí v této funkci ještě koncem 60. let. Kromě toho byl knězem řeckokatolické církve. V letech 1874–1889 zastával funkci ředitele gymnázia v Sambiru.
Byl aktivní i politicky. 6. února 1867 byl zvolen na Haličský zemský sněm za kurii velkostatkářskou. Zemský sněm ho následně 2. března 1867 zvolil i do Říšské rady (tehdy ještě volené nepřímo) za kurii velkostatkářskou v Haliči.
Zemřel v červenci 1894.
Jeho syn byl gymnaziálním pedagogem ve Lvově.